# Heliocheilus fervens
Heliocheilus fervens là một loài bướm đêm thuộc họ Noctuidae. Nó được tìm thấy ở Trung Quốc, Nhật Bản, bán đảo Triều Tiên, miền bắc Ấn Độ, Pakistan và vùng Viễn Đông Nga (Primorye, miền nam Khabarovsk và miền nam vùng Amur)